# Das Schloß (1968)
Das Schloß ist eine deutsche Adaption des gleichnamigen Romanfragments von Franz Kafka. Unter der Regie von Rudolf Noelte spielten im Winter 1967/68 Maximilian Schell in der Schlüsselrolle des K. und Noeltes Ehefrau Cordula Trantow die Hauptrollen. Noelte und Schell produzierten diesen Film auch, dessen Erstaufführung für die Internationalen Filmfestspiele von Cannes 1968 vorgesehen war.

## Handlung
Für den Landvermesser K. ist das Schloß Symbol für die Macht und die Diktatur der Apparate. Obwohl greifbar nah, bleibt es für ihn ein unerreichbares Ziel. Er hat einen Auftrag vom Schloß erhalten, doch die Bestätigung dafür bleibt zunächst unauffindbar. Auch im unmittelbar unterhalb des Schlosses liegenden Dorf existiert kein Platz für K., man will ihn anfänglich nicht einmal im Wirtshaus übernachten lassen. K. scheitert an der absurden, undurchschaubaren Bürokratie und der Gleichgültigkeit der Dorfbewohner. Im Büro des Gemeindevorstehers stapeln sich Hunderte von Schreiben, unentwirrbar nach keiner einem Außenstehenden nachvollziehbaren Logik geordnet. Ist womöglich auch das Auftragsschreiben des Landvermessers darunter, liegt womöglich ein Irrtum vor?
Der Landvermesser kann an diesem Platz weder seine ihm vorgeblich zugeteilte Aufgabe noch sein Leben als Ganzes nach seinen Wunschvorstellungen gestalten bzw. verwirklichen. Trotz unermüdlicher Anpassungsversuche bleibt er letztlich stets von allem – dem Schloß wie von der Gemeinde – ausgeschlossen, wird er nicht als einer der Ihren akzeptiert. All seine Kommunikationsversuche, selbst zu der ihm zugetanen Frieda, laufen letztlich ins Leere. Scheint tatsächlich einmal Hilfe oder gar Unterstützung in Sicht, werden die Dinge dadurch immer nur noch verwirrender. Zermürbt und entkräftet legt sich K. am Ende zum Sterben nieder. „In deinem Eifer warst du unermüdlich“, lobt ihn der Gemeindevorsteher.

## Produktionsnotizen
Der Film ist der erste Versuch, Kafkas schwer zu entschlüsselndes Romanfragment auf die Leinwand zu bannen. In den 90er Jahren folgten zwei weitere Verfilmungen von Das Schloß. Noelte folgte bei seiner Kafka-Verfilmung der Bühnenversion Max Brods, des Freundes Kafkas.
Gedreht wurde der Film zwischen dem 9. November 1967 und dem 8. März 1968 auf Schloss Bertholdstein in der Steiermark sowie in der unmittelbaren Umgebung. Rund hundert Jahre zuvor war Schells Urgroßvater, Hofrat Karl Noé von Nordberg, Herr auf Schloss Bertholdstein.
Das Schloß sollte auf den Internationalen Filmfestspielen von Cannes im Mai 1968 gezeigt werden, die jedoch aufgrund der Studentenunruhen in Paris nach etwa der Hälfte der Festivalsdauer abgebrochen wurden. Am 4. September 1968 wurde der Film schließlich im Rahmen der Internationalen Filmfestspiele von Venedig aufgeführt. Am 9. März 1969 erlebte er seine US-amerikanische Erstaufführung in New York
In der Bundesrepublik Deutschland passierte der Film am 23. August 1968 die FSK und fand seine deutsche Erstaufführung am 31. August 1971.
Das Schloß war die einzige Kinoinszenierung des renommierten Theaterregisseurs Noelte. Noelte hatte diese Schloß-Bühnenfassung Brods bereits 1953 mit großem Erfolg für das Theater inszeniert.
Die Gesamtkosten des Films beliefen sich laut Der Spiegel vom 4. März 1968 auf drei Millionen DM (rund 1,5 Mio. €). Diese Summe für ein derart sperriges und massenuntaugliches Projekt aufzutreiben, sollte sich für Noelte und Schell als äußerst schwierig erweisen. „Einen Produzenten für ihr Projekt fanden die beiden freilich nicht. Um das „Geld für Kafka“ beizutreiben, ließ sich Schell, inzwischen „Oscar“-Gewinner, für Filme engagieren, die er „gar nicht nennen will“; Noelte reichte sein Drehbuch für Bonner Prämien ein.“
Dem Kameramann Wolfgang Treu gelangen eindrucksvolle, karge Winterlandschaften. Für seine fotografische Leistung wurde er am 23. Juni 1968 mit dem Bundesfilmpreis, Filmband in Gold, ausgezeichnet.
Die Filmbauten entwarfen Herta Hareiter und ihr Ehemann Otto Pischinger, die Kostümentwürfe stammen von Walter Schulze-Mittendorf, dessen letzter Kinofilm Das Schloß werden sollte. Ebenfalls ihre Abschiedsvorstellung gaben bei diesem Film Cordula Trantows Vater Herbert, der die Filmmusik komponierte, Tontechniker Oskar Haarbrandt und die Schauspielerin Else Ehser. Sie starb elf Tage nach Ende der Dreharbeiten.

## Kritik
Das Lexikon des Internationalen Films urteilte: „Rudolf Noelte vereinfacht die vielfältigen Bedeutungsschichten und Interpretationsansätze der Vorlage und konzentriert sich vor allem auf die Schilderung einer makabren Bürokratie, gegen die ein Individuum vergebens seine Autonomie durchsetzen will. Trotz sorgfältiger Detailarbeit und schöner Bilder eine allzu theaternahe, zuweilen  kunstgewerbliche Inszenierung.“
Im Onlineauftritt von Cinema heißt es: „Sehr gut gespielt, aber schwerfällig“.
Der Movie & Video Guide schrieb: „Appropiately vague filmization of Kafka's novel“.
Halliwell’s Film Guide charakterisierte den Film wie folgt: „Attempt, partly successful, to film an unfinished Kafka obscurity“.